# Bruno Krauskopf
Bruno Krauskopf, född 9 mars 1892, död 23 december 1960, var en tysk konstnär.
Krauskopf debuderade 1914 som kubist. Ledd av ett starkt psykologiskt intresse och under ivrigt naturstudium, övergick han till en expressionsistisk stil i porträtt och figurbilder och slutligen efter 1920 till en kraftig, summarisk realism med lysande kolorit, huvudsakligen uttryckt i landskapsmotiv.